# Krajská soutěž – Ostrava 1951
Krajská soutěž – Ostrava 1951 byla jednou ze 20 skupin 2. nejvyšší fotbalové soutěže v Československu (v následujícím ročníku bylo 21 skupin – historické maximum). O titul přeborníka Ostravského kraje soutěžilo 10 týmů každý s každým dvoukolově na jaře a na podzim 1951. Tento ročník začal v sobotu 17. března 1951 a skončil v neděli 4. listopadu téhož roku. Jednalo se o 3. z 11 ročníků soutěže (1949–1959/60).

## Nové týmy v sezoně 1951
- Z Celostátního čs. mistrovství II 1950 (II. liga) nepřešlo žádné mužstvo.
- Z Oblastní soutěže 1950 – skupiny C (III. liga) přešlo mužstvo ZSJ OKD Zárubek.

## Konečná tabulka
Zdroj: 
| Poř. | Tým                        | Z  | V  | R | P  | VG | OG | B  |
| ---- | -------------------------- | -- | -- | - | -- | -- | -- | -- |
| 1.   | ZSJ OKD Zárubek            | 18 | 11 | 4 | 3  | 41 | 23 | 26 |
| 2.   | ZSJ Železárny Stalingrad   | 18 | 11 | 1 | 6  | 49 | 31 | 23 |
| 3.   | ZSJ Polonia Karviná        | 18 | 9  | 3 | 6  | 45 | 31 | 21 |
| 4.   | ZSJ Tatra Kopřivnice       | 18 | 9  | 3 | 6  | 36 | 30 | 21 |
| 5.   | ZSJ Dukla Suchá            | 18 | 9  | 2 | 7  | 38 | 39 | 20 |
| 6.   | ZSJ HEPO Petřvald          | 18 | 8  | 2 | 8  | 36 | 35 | 18 |
| 7.   | ZSJ SPJP Opava             | 18 | 7  | 1 | 10 | 32 | 34 | 15 |
| 8.   | ZSJ OKD Doubrava           | 18 | 5  | 2 | 11 | 33 | 43 | 12 |
| 9.   | ZSJ OKD Alexander Kunčičky | 18 | 4  | 4 | 10 | 26 | 50 | 12 |
| 10.  | ZSJ OKD Hlubina            | 18 | 5  | 2 | 11 | 21 | 41 | 12 |

Poznámky:
- Z = Odehrané zápasy; V = Vítězství; R = Remízy; P = Prohry; VG = Vstřelené góly; OG = Obdržené góly; B = Body; (S) = Mužstvo přešedší z vyšší soutěže v ročníku 1950

|  | Sestup do příslušného okresního přeboru 1952 |